# Agapetus cornutus
Agapetus cornutus är en nattsländeart som beskrevs av Donald G. Denning 1958. Agapetus cornutus ingår i släktet Agapetus och familjen stenhusnattsländor. Inga underarter finns listade i Catalogue of Life.